# Boyo Teluk
Boyo Teluk is een bestuurslaag in het regentschap Pekalongan van de provincie Midden-Java, Indonesië. Boyo Teluk telt 2467 inwoners (volkstelling 2010).